# چردا
چردا (به ایتالیایی: Cerda) یک کومونه در ایتالیا است که در استان پالرمو واقع شده‌است.

## خصوصیات
چردا ۴۳٫۸ کیلومترمربع مساحت و ۵٬۳۶۹ نفر جمعیت دارد و ۲۷۲ متر بالاتر از سطح دریا واقع شده‌است.

## خواهرخوانده
شهر چیا خواهرخواندهٔ چردا هست.